# Maltose
Maltose é um dissacarídeo redutor composto da junção de uma molécula de α-D- glicose e outra de β-D-glicose, através de uma ligação O-glicosídica. Ela é o primeiro produto obtido durante a digestão do amido pela beta-amilase, sendo, depois, quebrada e transformada em glicose. Maltose é encontrada em vegetais, e tem função energética. É também chamada de açúcar de malte de cereais. A maltose é o principal componente do malte, usado na fabricação de cerveja e pães doces e salgados e outros alimentos.

## História
A maltose foi descoberta pelo químico e cervejeiro irlandês  Cornelius O'Sullivan em 1872. Seu nome vem do malte, do inglês clássico mealt, de origem germânica, e o sufixo '–ose', que denota o nome de açúcares e outros carboidratos.

## Formação
A maltose é formada a partir de uma ligação O-glicosídica ( uma hidroxila de um açúcar reage com o carbono anomérico de outro) entre uma molécula de molécula de α-D-glicose e uma molécula de α- ou β-D-glicose, onde a conformação da segunda molécula vai determinar se será uma α- ou β- maltose. Essa reação ocorre quando um -OH (álcool) de uma molécula se condensa com o hemiacetal intra-molecular da outra, com a eliminação de H2O. A ligação é do tipo α(1→4), ou seja, a primeira molécula de glicose, geralmente representada à esquerda na fórmula química, é possui conformação α e seu carbono anomérico (C1) se liga ao C4 da segunda molécula de glicose.

## Nomenclatura e Estrutura
Segundo a nomenclatura sistemática, utilizada na denominação de oligossacarídeos, a maltose é chamada de α-D-glicopiranosil-(1→4)-D-glicopiranose, em que o (1→4) identifica os carbonos que participam da ligação. Como a maioria dos açúcares encontrados na natureza são os enantiômeros D e a forma piranose da hexoses é predominante, geralmente se usa uma versão abreviada do nome formal desses compostos, dando a configuração do carbono anomérico e nomeando a ligação glicosídica. Nessa nomenclatura, a maltose se chama, Glc (α1→4) Glc.
A maltose, quando classificada segundo os três grandes grupos de biomoléculas (carboidratos, lipídeos, e proteínas) é considerada um carboidrato, compostos formados por carbono (C) hidrogênio (H) e oxigênio (O), de fórmula geral [C(H2O)]n. A maltose é um isômero estrutural da celobiose, a diferença sendo que, na maltose, a ligação é α (1→4) e na celobiose é β(1→4), ou seja, o C1 da primeira glicose liga-se ao C4 da segunda, e, na maltose, a primeira glicose é α, já na celobiose, ela é β. A maltose também é isômero da isomaltose, com a diferença entre as duas sendo a ligação da isomaltose é do tipo α (1→6). As duas moléculas de glicose que compõem a maltose são ciclizadas na forma de piranose. Ela é considerado um açúcar redutor devido ao fato de seu carbono anomérico nas unidades de glicopiranose à direita possuir o grupo hemiacetal.

## Propriedades
- A maltose pode sofrer mutarrotação, ou seja, mudar da conformação α para a ß e vive-versa. Em soluções aquosas, ambas as conformações encontram-se em equilíbrio.
- Possui sabor adocicado, no entanto, menos que a sacarose.
- Fornece testes positivios com soluções de Fehling, de Benedict e de Tollens.
- Reage com fenilidrazina, formando uma monofenilosazona.
- Reage com a água de bromo, formando um ácido monocarboxílico, o ácido maltônico.